# 若い人
『若い人』（わかいひと）は、石坂洋次郎の長編小説。
1933年8月から1937年12月まで『三田文学』に断続連載され、石坂の出世作となった。1937年、上下巻として改造社から刊行された。
石坂が郷里の弘前で見聞したミッション系女学校での実話に基づいているが、関係者に迷惑が掛からぬよう、小説の舞台は北海道函館のミッションスクールとした。それは今日まで函館の遺愛学院の名誉となっている。

## 概要
北国の港町のミッションスクールに勤める28歳の教師・間崎慎太郎は、江波恵子という女生徒の作文を読んで、その激しい情熱に打たれる。一方、同僚教師の橋本スミは、間崎が女生徒にひかれていくのを戒め、間崎は恵子とスミの双方にひかれる。恵子は料亭を営む母と二人暮らしの私生児である。間崎は江波の母の料亭での喧嘩を仲裁して大けがを負うが、その晩恵子と結ばれる。このことを知ったスミは、自宅で左翼非合法活動の集会を開いて検挙される。
女優の江波和子は映画化に際し当初江波恵子役に擬せられたため、芸名はこのヒロインにちなみ、娘の江波杏子も同様である。またテレビドラマで間崎を演じた石坂浩二の芸名は石坂洋次郎にちなんでいる。

## 告訴事件
『若い人』が好評を得て石坂は人気作家となるが、1938年、一右翼団体がその一部をとらえ、不敬の文言があるとして出版法違反で告訴した。心ある官僚のアドバイスで問題箇所を書き改め不起訴となったが、この一件で石坂は教職を依願退職せざるを得なくなった。また、この事件は戦後「不敬罪と軍人誣告罪」で告訴と多くの解説、事典類に記載されてきたが、「誣告」は偽りの罪に人を陥れることであり、事実とは違っている。これは、新潮文庫の解説（和木清三郎）に誤って記載されたものが踏襲されてきたものである。1939年1月訂正版が刊行された。

## 映画化
- 1937年11月17日公開 - 製作：東京発声映画製作所、配給：東宝、監督：豊田四郎、脚本：八田尚之
  - 出演：市川春代（江波恵子）、大日向傳（間崎先生）、夏川静江（橋本スミ）、英百合子（江波ハツ）ほか -

### 概要
東京発声映画という独立プロにとっても、豊田四郎監督にとっても、記念碑的な作品である。東京発声は、1937年に配給を日活から東宝に切り替え、世田谷に撮影所を建設し、本作が従来の通俗映画オンリーの製作方針から、著名な文芸作品の映画化に的を絞った転換第一作である。石坂洋次郎の原作は1933年から『三田文学』に連載されて、三田文学賞を受賞。映画化された1937年の2月に改造社から単行本が刊行されて、映画化の時点ではベストセラーのトップであった。
この映画が封切られた1937年11月は、日中戦争が始まって四ヶ月が経ち、政府の検閲への心遣いが必要であった。そのため、映画はインテリ向きの芸術映画として、外国映画封切館（日比谷映劇）に出して興行的に成功。東京発声映画の文芸映画路線が確立された。
キネマ旬報日本映画6位。
- 1952年7月8日公開 - 製作：東宝、監督：市川崑、脚本：市川崑・内村直也・和田夏十
  - 出演：島崎雪子（江波恵子）、池部良（間崎慎太郎）、久慈あさみ（橋本スミ）、杉村春子（江波ハツ）、小沢栄（江口健吉）、斎藤達雄（長野教頭）、伊藤雄之助（佐々木先生）、三好栄子（山形チエ子）、南美江（輪井ウメ）、村上冬樹（畠山先生）、見明凡太朗（山川博士）、堺左千夫（安井先生）ほか

- 1962年10月6日公開 - 製作：日活、監督・脚本：西河克己
  - 出演：吉永小百合（江波恵子）、石原裕次郎（間崎慎太郎）、浅丘ルリ子（橋本スミ子）、大坂志郎（山川医師）、三浦充子（江波ハツ）、北村和夫（江口健吉）、小沢昭一（北村敦）、村瀬幸子（山形アツ子）、井上昭文（畠中登）、武智豊子（瀬川フミ）、殿山泰司（瀬川善吉）、三崎千恵子（山川ヒロ子）ほか

- 1977年4月29日公開『若い人』 - 製作：東宝・サンミュージック、監督：河崎義祐、脚本：長野洋
  - 出演：桜田淳子（江波恵子）、小野寺昭（間崎慎太郎）、三林京子（橋本スミ子）、左幸子（江波ハツ）、室田日出男（江口健吉）(※東映)、フランソワーズ・モレシャン（学院長マドモワゼル・マリー）、太宰久雄（佐々木先生）、山谷初男（秋本先生）、一の宮あつ子（山形先生）、赤座美代子（安田先生）、岡田英次（岡島先生）、吉永小百合（鮎沢由紀 ※特別出演）ほか

## テレビドラマ
- 1956年7月20日 - 10月12日、KR（現・TBSテレビ）で放送。脚本：西島大・山口純一郎
  - 出演：安井昌二、山岡久乃、浦野光ほか
- 1972年7月31日 - 9月1日、NHKの「銀河テレビ小説」で放送。脚本：高橋玄洋、演出：小谷政弘
  - 出演：松坂慶子、石坂浩二、香山美子、草笛光子、高橋悦史ほか
- 1986年4月17日、フジテレビで放送。脚本：佐伯俊道、演出：和泉聖治
  - 出演：石川秀美、田中健、根本りつ子、加賀まりこ、神山繁、平泉成、荒木道子ほか
- 1995年5月2日、テレビ東京で放送。脚本：鎌田敏夫、演出：久野浩平
  - 出演：朝比奈彩乃（江波恵子）、髙嶋政宏（間崎慎太郎）、鈴木京香（橋本スミ子）、一柳みる（橋本の義母）、新橋耐子、斎藤志郎、カーリー西條、水城蘭子、たかお鷹、加賀谷純一ほか

## 刊本
- 新潮文庫、1948年（解説は和木清三郎、のち平松幹夫、関川夏央）

## 参考
- 「日本近代文学大事典」講談社、1984年

## 注
1. 1 2 3  映画化4度目の『若い人』の封切用パンフレット「青年の樹/若い人」(東宝、1977年4月)への石坂の寄稿文『「若い人」の映画化にあたって』。
2. ↑  “「軍人誣告罪」と石坂洋次郎『若い人』”. jun-jun1965の日記 (2010年6月1日). 2020年9月30日閲覧。
3. ↑  “正宗白鳥「コロン寺縁起」”. jun-jun1965の日記 (2012年5月9日). 2020年9月30日閲覧。
4. ↑  小谷野敦『忘れられたベストセラー作家』イーストプレス、2018年、117頁。ISBN 978-4781616476。
5. ↑  清水晶 『映画史上ベスト200シリーズ・日本映画200』キネマ旬報社刊、1989年5月15日発行(104-105ページ)